# Patrick Sercu
Patrick Sercu (Roeselare, 27 juni 1944 – aldaar, 19 april 2019) was een Belgisch wielrenner en Olympisch kampioen.

## Amateurrenner
Patrick Sercu werd al op jonge leeftijd door zijn vader en oud-renner Albert Sercu opgeleid als pisterenner. Onder impuls van Albert Sercu werd de verloederde wielerpiste in Rumbeke nieuw leven ingeblazen om zoon Patrick het pistemetier aan te leren. Dit leverde al vroeg resultaten op. Al in 1961, op 17-jarige leeftijd, werd Sercu tweede op het Belgisch kampioenschap op de piste in Rocourt, wat hem meteen een ticket voor het WK opleverde. Het jaar er op werd hij voor het eerst Belgisch kampioen in de sprint en in 1963 volgde een eerste hoogtepunt door in eigen land het wereldkampioenschap op de sprint te winnen als 19-jarige amateur. Sercu was nog steeds amateurrenner en mocht zo in 1964 naar de Olympische Spelen in Tokio. Deze werden een succes. Hij behaalde goud op de kilometer met vliegende start.

## Profrenner

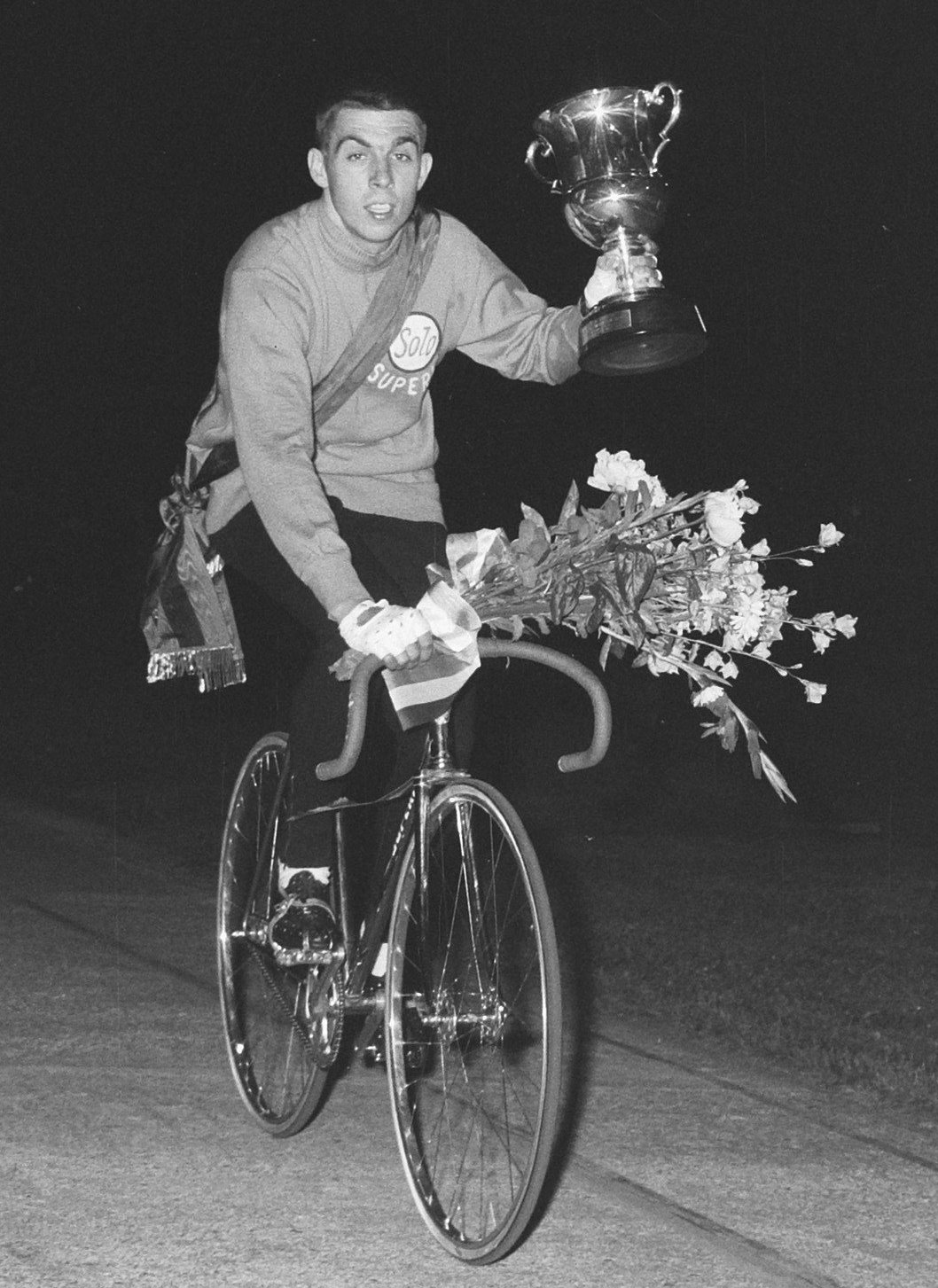
Patrick Sercu wint Piet Moeskopsbeker (1965)

Sercu zette de stap naar het profrennen bij de ploeg Solo-Superia en zou daardoor ook op de weg actief worden. Tot op het einde van de jaren 1970 zou hij de piste en de weg blijven combineren. Op het einde van zijn loopbaan zou hij zich steeds meer op de piste toeleggen. Op de piste zou hij in de sprint nog twee keer goud (1967 en 1969) en twee keer zilver (1965 en 1968) behalen tijdens de wereldkampioenschappen voor de profs. Hij vestigde ook drie wereldrecords.
- 1967: 1:01,23 min – 1-kilometer met vliegende start indoor
- 1972: 1:07,5 min – 1-kilometer zonder vliegende start indoor
- 1973: 1:02,6 min – 1-kilometer outdoor

Later legde Sercu zich steeds meer toe op de duuronderdelen van de piste in plaats van de sprintnummers, wat gezien zijn leeftijd ook logisch was. Zo werd hij nog meermaals nationaal en Europees kampioen in onder meer de ploegkoers, het omnium en het rijden achter derny. Het waren vooral de zesdaagsen die hem bekend maakten. Tussen 1965 en 1983 won hij maar liefst 88 zesdaagsen, nog steeds een record dat wellicht nog heel lang op de tabellen zal blijven staan door het verminderd aantal zesdaagsen. Deze zesdaagsen reed hij met wisselende partners, maar Eddy Merckx was een van zijn vast companen met wie hij er 15 won.
Op de weg bouwde Sercu ook een mooi palmares op. Veel van zijn overwinningen behaalde hij in criteriumwedstrijden waar zijn sprintsnelheid goed uitgespeeld kon worden, maar ook in het rondewerk deed hij het voortreffelijk met heel wat etappewinsten in vooral kleinere ronden, maar ook in rittenwedstrijden zoals de Tirreno-Adriatico en Ronde van Romandië. Tijdens zijn loopbaan reed hij zeven maal de Ronde van Italië en won hij er maar liefst 13 etappes. Hiermee staat hij op de vierde plaats van Belgen met de meeste overwinningen in de Giro. Sercu reed in 1974 en 1977 de Ronde van Frankrijk, goed voor zes ritwinsten en de groene trui in 1974. Dat jaar reed hij ook een halve dag in het geel.
Sercu startte zijn profcarrière bij Solo-Superia, maar zou regelmatig van ploeg veranderen. Zo reed hij in de Faema-ploeg van Eddy Merckx en voor Dreher. Zijn grootste successen op de weg haalde hij bij Brooklyn en Fiat France. Na 1977 stapte hij over naar de ploeg van Marc Zeepcentrale en zou hij vooral nog op de piste actief blijven tot hij in 1983 op wielerpensioen ging.

## Oud-renner

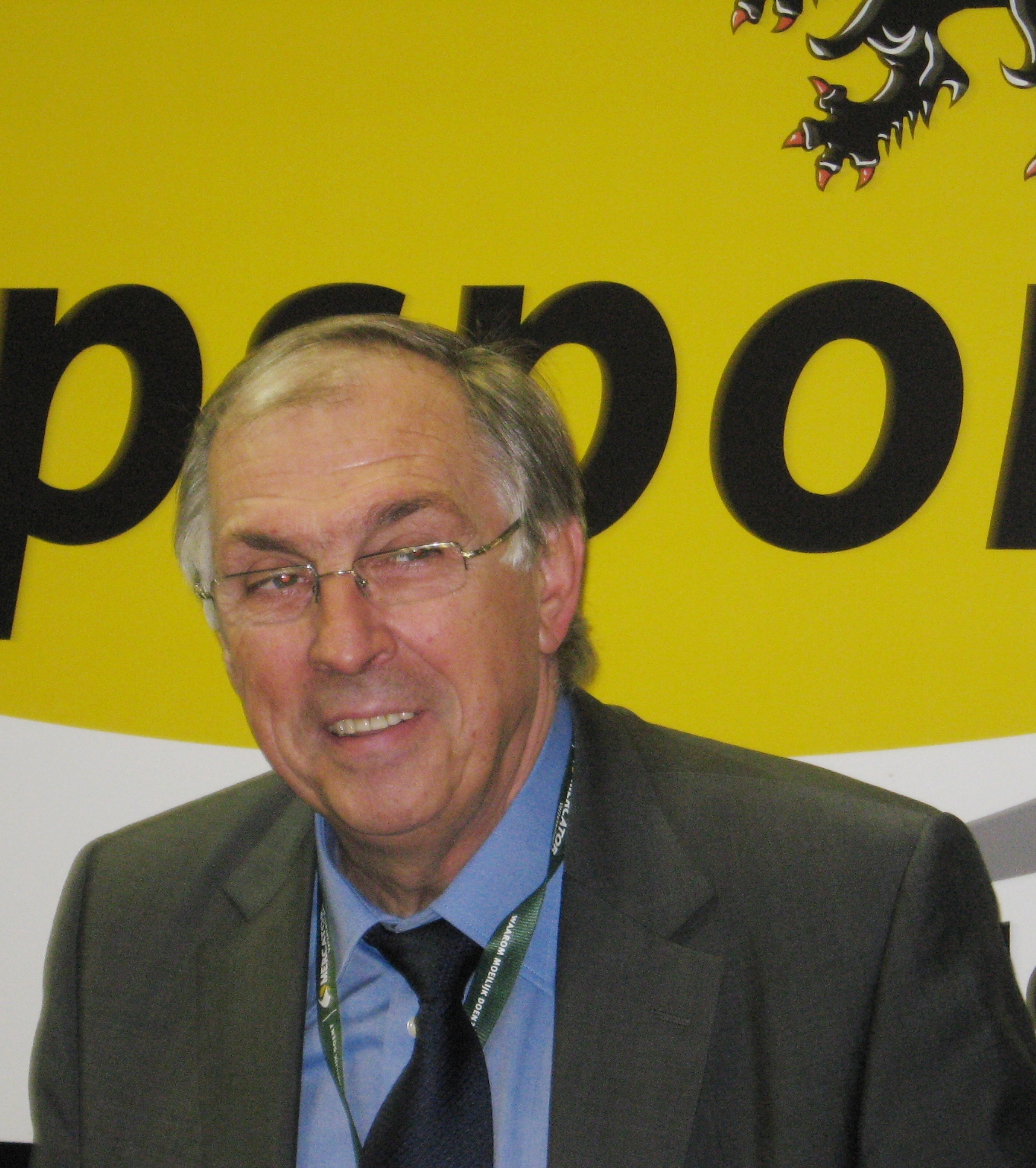
Patrick Sercu tijdens de Zesdaagse van Vlaanderen-Gent (2008)

Patrick Sercu was als recordhouder van de zesdaagses na zijn wielerloopbaan bekommerd om het voortbestaan van deze meerdaagse pistewedstrijden. Het baanwielrennen raakte vanaf de jaren 1980 in crisis en steeds meer organisaties hielden het voor bekeken. Hij werd directeur van de Zesdaagse van Gent en was directeur van de vroegere Zesdaagse van Hasselt. In de Zesdaagse van Gent slaagde hij er in het wielergebeuren tot een waar event uit te bouwen waarbij lokale renners en internationale toppers met elkaar gecombineerd werden en de spectaculaire en korte nummers meer aan bod kwamen. Patrick Sercu zou de Zesdaagse van Gent leiden tot hij dit om medische redenen niet meer kon. Zijn zoon en wielermanager Christophe Sercu nam daarna de leiding over. Patrick zou stilaan uit het openbare leven verdwijnen en overleed in 2019 op 74-jarige leeftijd.

## Herinneringen
In 1996 werd Sercu, samen met twee andere olympische/paralympische kampioenen Ulla Werbrouck en Filip Bardoel, tot ereburger van de stad Izegem benoemd. De openluchtwielerpiste van Sport Vlaanderen in Assebroek (Brugge) werd in 2007 naar hem de Wielerbaan Patrick Sercu genoemd. De heropgebouwde wielerpiste in Rumbeke waar hij de knepen van het vak leerde, werd voor een deel naar hem genoemd: Wielerpiste Defraeye-Sercu. Als geboren Roeselarenaar werd hij ook in de Zaal der Wereldkampioenen van het vernieuwde museum KOERS. Museum van de Wielersport vereeuwigd samen met drie andere Roeselaarse wereldkampioenen. In dat museum zijn overigens verschillende van zijn truien en een pistefiets van hem.

## Overwinningen

### Zesdaagse
| Nr. | Jaar | Zesdaagse van | Samen met                  |    | Nr.  | Jaar           | Zesdaagse van      | Samen met   |
| --- | ---- | ------------- | -------------------------- | -- | ---- | -------------- | ------------------ | ----------- |
| 1   | 1965 | Gent          | Eddy Merckx                |    | 45   | 1976           | Antwerpen (4)      | Eddy Merckx |
| 2   | 1966 | Frankfurt     | Klaus Bugdahl              | 46 | 1976 | Milaan (2)     | Francesco Moser    |             |
| 3   | 1967 | Keulen        | Klaus Bugdahl              | 47 | 1976 | Dortmund (6)   | Freddy Maertens    |             |
| 4   | 1967 | Montréal      | Emile Severeyns            | 48 | 1976 | Maastricht     | Graeme Gilmore     |             |
| 5   | 1967 | Gent (2)      | Eddy Merckx                | 49 | 1977 | Kopenhagen     | Ole Ritter         |             |
| 6   | 1967 | Münster       | Klaus Bugdahl              | 50 | 1977 | Antwerpen (5)  | Freddy Maertens    |             |
| 7   | 1967 | Charleroi     | Ferdinand Bracke           | 51 | 1977 | Londen (7)     | René Pijnen        |             |
| 8   | 1968 | Rotterdam     | Peter Post                 | 52 | 1977 | Berlijn (3)    | Eddy Merckx        |             |
| 9   | 1968 | Londen        | Peter Post                 | 53 | 1977 | München        | Eddy Merckx        |             |
| 10  | 1968 | Frankfurt (2) | Rudi Altig                 | 54 | 1977 | Gent (8)       | Eddy Merckx        |             |
| 11  | 1968 | Dortmund      | Rudi Altig                 | 55 | 1977 | Zürich (2)     | Eddy Merckx        |             |
| 12  | 1969 | Bremen        | Peter Post                 | 56 | 1977 | Maastricht (2) | Eddy Merckx        |             |
| 13  | 1969 | Antwerpen     | Peter Post en Rik Van Looy | 57 | 1978 | Berlijn (4)    | Dietrich Thurau    |             |
| 14  | 1969 | Londen (2)    | Peter Post                 | 58 | 1978 | Frankfurt (5)  | Dietrich Thurau    |             |
| 15  | 1969 | Dortmund (2)  | Peter Post                 | 59 | 1978 | Grenoble (3)   | Dietrich Thurau    |             |
| 16  | 1969 | Frankfurt (3) | Peter Post                 | 60 | 1978 | München (2)    | Gregor Braun       |             |
| 17  | 1969 | Charleroi (2) | Norbert Seeuws             | 61 | 1978 | Gent (9)       | Gerrie Knetemann   |             |
| 18  | 1970 | Keulen (2)    | Peter Post                 | 62 | 1979 | Keulen (4)     | Gregor Braun       |             |
| 19  | 1970 | Bremen (2)    | Peter Post                 | 63 | 1979 | Rotterdam (4)  | Albert Fritz       |             |
| 20  | 1970 | Londen (3)    | Peter Post                 | 64 | 1979 | Hannover       | Albert Fritz       |             |
| 21  | 1970 | Gent (3)      | Jean-Pierre Monseré        | 65 | 1979 | Londen (8)     | Albert Fritz       |             |
| 22  | 1971 | Rotterdam (2) | Peter Post                 | 66 | 1979 | Berlijn (5)    | Dietrich Thurau    |             |
| 23  | 1971 | Londen (4)    | Peter Post                 | 67 | 1979 | Dortmund (7)   | Dietrich Thurau    |             |
| 24  | 1971 | Berlijn       | Peter Post                 | 68 | 1979 | München (3)    | Dietrich Thurau    |             |
| 25  | 1971 | Frankfurt (4) | Peter Post                 | 69 | 1979 | Zürich (3)     | Albert Fritz       |             |
| 26  | 1971 | Gent (4)      | Roger De Vlaeminck         | 70 | 1980 | Bremen (4)     | Albert Fritz       |             |
| 27  | 1972 | Londen (5)    | Tony Gowland               | 71 | 1980 | Kopenhagen (1) | Albert Fritz       |             |
| 28  | 1972 | Dortmund (3)  | Alain Van Lancker          | 72 | 1980 | Milaan (3)     | Giuseppe Saronni   |             |
| 29  | 1972 | Gent (5)      | Julien Stevens             | 73 | 1980 | Berlijn (6)    | Gregor Braun       |             |
| 30  | 1973 | Keulen (3)    | Alain Van Lancker          | 74 | 1980 | Dortmund (8)   | Gregor Braun       |             |
| 31  | 1973 | Milaan        | Julien Stevens             | 75 | 1980 | Gent (10)      | Albert Fritz       |             |
| 32  | 1973 | Dortmund (4)  | Eddy Merckx                | 76 | 1980 | Herning        | Gert Frank         |             |
| 33  | 1973 | Grenoble      | Eddy Merckx                | 77 | 1981 | Keulen (5)     | Albert Fritz       |             |
| 34  | 1973 | Gent (6)      | Graeme Gilmore             | 78 | 1981 | Kopenhagen (2) | Albert Fritz       |             |
| 35  | 1974 | Antwerpen (2) | Eddy Merckx                | 79 | 1981 | Milaan (4)     | Francesco Moser    |             |
| 36  | 1974 | Londen (6)    | René Pijnen                | 80 | 1981 | Grenoble (4)   | Urs Freuler        |             |
| 37  | 1974 | Dortmund (5)  | René Pijnen                | 81 | 1981 | Gent (11)      | Gert Frank         |             |
| 38  | 1975 | Bremen (3)    | René Pijnen                | 82 | 1982 | Rotterdam (5)  | René Pijnen        |             |
| 39  | 1975 | Antwerpen (3) | Eddy Merckx                | 83 | 1982 | Kopenhagen (3) | René Pijnen        |             |
| 40  | 1975 | Berlijn (2)   | Dietrich Thurau            | 84 | 1982 | Antwerpen (6)  | Roger De Vlaeminck |             |
| 41  | 1975 | Grenoble (2)  | Eddy Merckx                | 85 | 1982 | Berlijn (7)    | Maurizio Bidinost  |             |
| 42  | 1975 | Gent (7)      | Eddy Merckx                | 86 | 1982 | München (4)    | René Pijnen        |             |
| 43  | 1975 | Zürich        | Günter Haritz              | 87 | 1983 | Rotterdam (6)  | René Pijnen        |             |
| 44  | 1976 | Rotterdam (3) | Eddy Merckx                | 88 | 1983 | Kopenhagen (4) | Gert Frank         |             |

| Aantal | Samen met |
| ------ | --- |
| 15     | Eddy Merckx |
| 14     | Peter Post |
| 9      | Albert Fritz |
| 8      | René Pijnen |
| 7      | Dietrich Thurau |
| 4      | Gregor Braun |
| 3      | Klaus Bugdahl, Gert Frank |
| 2      | Rudi Altig, Roger de Vlaeminck, Graeme Gilmore, Freddy Maertens, Francesco Moser, Julien Stevens, Alain Van Lancker                                                                               |
| 1      | Maurizio Bidinost, Ferdinand Bracke, Urs Freuler, Tony Gowland, Günter Haritz, Gerrie Knetemann, Jean-Pierre Monseré, Ole Ritter, Giuseppe Saronni, Norbert Seeuws, Emile Severeyns, Rik Van Looy |

### Baanwielrennen
| Jaar     | BK                               | EK                             | WK       | Overige                              |
| Amateurs | Amateurs                         | Amateurs                       | Amateurs | Amateurs                             |
| -------- | -------------------------------- | ------------------------------ | -------- | ------------------------------------ |
| 1961     | sprint                           |                                |          |                                      |
| 1962     | sprint · ploegkoers              |                                |          |                                      |
| 1963     | omnium ploegkoers sprint         |                                | sprint   |                                      |
| 1964     | omnium ploegkoers sprint         |                                |          | Manchester: sprint Vorst: ploegkoers |
| 1965     | ploegkoers                       |                                |          |                                      |
| Elite    |                                  |                                |          |                                      |
| 1964     |                                  |                                |          | OS: 1km                              |
| 1965     | omnium sprint                    | omnium                         | sprint   | GP Du Roi: Sprint                    |
| 1966     | omnium Ploegkoers                |                                |          |                                      |
| 1967     | omnium ploegkoers sprint · derny | omnium                         | sprint   |                                      |
| 1968     | omnium ploegkoers sprint         | omnium ploegkoers · ploegkoers | sprint   |                                      |
| 1969     | ploegkoers sprint                | omnium ploegkoers              | sprint   |                                      |
| 1970     | ploegkoers                       | omnium                         |          |                                      |
| 1971     | omnium ploegkoers                | omnium ploegkoers · ploegkoers |          |                                      |
| 1972     | omnium ploegkoers                | omnium                         |          |                                      |
| 1973     | ploegkoers                       | omnium                         |          | Gent: omnium, ploegkoers             |
| 1974     | omnium ploegkoers                | ploegkoers                     |          | Gent: omnium, ploegkoers             |
| 1975     | omnium ploegkoers                |                                |          |                                      |
| 1976     | derny omnium ploegkoers          | ploegkoers                     |          |                                      |
| 1977     | omnium ploegkoers                | derny ploegkoers               |          |                                      |
| 1978     | omnium                           | ploegkoers derny               |          |                                      |
| 1979     | omnium                           | ploegkoers                     |          |                                      |
| 1980     |                                  | derny                          |          |                                      |
| 1981     | puntenkoers                      |                                |          |                                      |
| 1982     | omnium                           | ploegkoers                     |          |                                      |
| 1983     |                                  |                                |          |                                      |

### Wegwielrennen
1964
Kuurne, amateurs
Gent-Wevelgem, amateurs
Bertrix, amateurs
1965
Criterium Harelbeke
Criterium Zolder
Criterium Nederbrakel
1966
Bourcefranc
1967
Criterium Sint-Amandsberg
1968
Omloop van Midden-Vlaanderen, Deinze
Criterium Meerhout
1969
5e etappe A Tirreno-Adriatico
Omloop Leiedal, Bavikhove
1970
4e etappe Ronde van Sardinië
 Eindklassement Ronde van Sardinië
3e etappe Tirreno-Adriatico
4e etappe Ronde van Italië
Criterium Harelbeke
1971
2e etappe Ronde van Sardinië
Bankprijs Roeselare
1e etappe A Ronde van Romandië
13e en 14 etappe Ronde van Italië
Criterium Sint-Niklaas
Criterium Cittadella
Izegemkoers
1972
5e etappe Ronde van Sardinië
3e etappe Tirreno-Adriatico
Criterium Harelbeke
Kampioenschap van Vlaanderen
Criterium Beernem
Omloop van het Houtland
Criterium Oostrozebeke
1973
Maaslandse Pijl, Boorsem
Sassari-Cagliari
2e etappe Ronde van Puglia
Elfstedenronde
9e etappe Ronde van Italie
1974
2e, 3e en 5e etappe Ronde van Sardinië
Criterium Rodez
Omloop der Vlaamse Ardennen Ichtegem
De Kustpijl
2e, 10e en 11e etappe Ronde van Italië
Brussel-Ingooigem
3e,4e en 8e B etappe Ronde van Frankrijk
 Puntenklassement Ronde van Frankrijk
1975
Circuit du Port de Dunkerque
3e etappe Ronde van Sardinië
Izegemkoers
3e etappe Tirreno-Adriatico
Omloop der Vlaamse Ardennen Ichtegem
Ronde van de Molen, Oosterhout
2e en 5e etappe A Ronde van Romandië
2e, 12e en 17e etappe Ronde van Italie
Criterium Zwijndrecht
Criterium Poperinge
2e etappe Valkenburg afvallingsrace
1976
4e etappe Ronde van Puglia
4e etappe Ronde van Sardinië
Criterium Nantes
1e A, 1e B en 10e etappe Ronde van Italië
1977
2e en 3e etappe Ronde van Sardinië
3e en 4e etappe Ronde van de Middellandse Zee
Kuurne-Brussel-Kuurne
6e en 7e etappe Parijs-Nice
Criterium Bussières
3e, 4e A, 4e B en 7e etappe A Dauphiné Libéré
7e A, 12e en 13e etappe A Tour De France
Criterium Garancières-en-Beauce
Criterium Kopenhagen
Erembodegem-Terjoden
1978
Ronde van Hank
Omloop der grensstreek
1e etappe B Ronde van België
Beveren-Leie
1979
5e etappe B Ronde van Duitsland
GP Union Dortmund
Criterium Levanger
1980
Criterium Krefeld
Omloop van het Zuidwesten, Hulste
Zuidkempense Pijl, Mol
Criterium Izegem
1981
Criterium Beringen
1982
Criterium Mortsel

### Resultaten in voornaamste wedstrijden
| Jaar | Ronde van Italië | Ronde van Frankrijk | Ronde van Spanje |
| ---- | ---------------- | ------------------- | ---------------- |
| 1969 |                  |                     |                  |
| 1970 | 90e (1)          |                     |                  |
| 1971 | 69e (2)          |                     |                  |
| 1972 | buiten tijd      |                     |                  |
| 1973 | 97e (1)          |                     |                  |
| 1974 | opgave (3)       | 89e (3)             |                  |
| 1975 | 67e (3)          |                     |                  |
| 1976 | opgave (3)       |                     |                  |
| 1977 |                  | buiten tijd (3)     |                  |

| Jaar | Milaan-San Remo | Gent-Wevelgem | Ronde van Vlaanderen | Parijs-Roubaix | Omloop Het Volk | E3 Harelbeke | Kuurne-Brussel-Kuurne |
| ---- | --------------- | ------------- | -------------------- | -------------- | --------------- | ------------ | --------------------- |
| 1969 | 11e             | 9e            |                      | 8e             | 5e              |              | 10e                   |
| 1970 |                 | 5e            | 7e                   | 18e            |                 |              |                       |
| 1971 | 31e             |               | 45e                  |                |                 |              |                       |
| 1972 | 27e             | 49e           | 12e                  |                |                 |              |                       |
| 1973 | 5e              |               | 9e                   |                |                 |              |                       |
| 1974 | 116e            | 20e           | 8e                   |                | Zilver          |              |                       |
| 1975 | 11e             |               |                      |                | Zilver          |              |                       |
| 1976 | 7e              |               |                      |                | Brons           |              | 9e                    |
| 1977 | 8e              |               |                      |                | 7e              | ↑            | Goud                  |

1896: Paul Masson ·
1928: Willy Falck Hansen ·
1932: Dunc Gray ·
1936: Arie van Vliet ·
1948: Jacques Dupont ·
1952: Russell Mockridge ·
1956: Leandro Faggin ·
1960: Sante Gaiardoni ·
1964: Patrick Sercu ·
1968: Pierre Trentin ·
1972: Niels Fredborg ·
1976: Klaus-Jürgen Grünke ·
1980: Lothar Thoms ·
1984: Fredy Schmidtke ·
1988: Aleksandr Kiritsjenko ·
1992: José Manuel Moreno Periñan ·
1996: Florian Rousseau ·
2000: Jason Queally ·
2004: Chris Hoy
Wielerploegen van Patrick Sercu
Baguet ·
Ballegeer ·
De Pauw ·
De Wolf ·
Decraeye ·
Delvael ·
Derboven ·
A. Desmet ·
H. Desmet ·
Himpe ·
Jaroszewicz ·
Lykke ·
Maes ·
Mathy ·
Merckx ·
Peelen ·
Planckaert ·
Schroeders ·
Scrayen ·
Sels ·
Seneca ·
Sercu ·
Severeyns ·
Sorgeloos · 
Staldeur ·
Stevens ·
Van Aerde ·
Van De Kerckhove · 
Van Looy ·
Van Steenbergen ·
Van Vreckom ·
Vandecaveye
Baguet ·
Ballegeer ·
Buysse ·
Daems ·
De Pauw ·
De Pré ·
De Sitter ·
De Wolf ·
Delaere ·
Delvael ·
Derboven ·
Desmet ·
Himpe ·
Hoskens ·
Janssen ·
Jaroszewicz ·
Lelangue ·
Lykke ·
Maes ·
Mattheus ·
Monteyne ·
Poppe ·
Post ·
Scrayen ·
Seeuws ·
Sels ·
Sercu ·
Sorgeloos · 
Stevens ·
Van Aerde ·
Van Hout ·
Van Looy ·
Van Maele ·
Van Steenbergen ·
Van Vreckom ·
Vanden Berghen ·
Verkindere
Bocklant ·
Coppens ·
Creële ·
De Marteleire ·
Demunster (vanaf 07/07) ·
De Neef ·
Decan ·
Delefortrie ·
Desmet ·
Donie (vanaf 07/07) ·
Furnière ·
Geirland (vanaf 07/07) ·
Godefroot ·
Houbrechts ·
Huyvaert ·
Kegels ·
Maertens ·
Maes (vanaf 04/10) ·
Messelis ·
Monteyne ·
Nassen ·
Nuelant ·
Ongenae ·
Parmentier ·
Planckaert ·
Rasson ·
Seeuws ·
Sels ·
Sercu ·
Smissaert ·
Sohier (vanaf 11/07) ·
Somers ·
Van Cauwenberghe ·
Van Den Berghe ·
Van den Neste ·
Van Schil ·
Vanclooster ·
Vanheste ·
Vanhoutte ·
Vrancken
Adorni  ·
Armani ·
Bailetti ·
Bettinelli ·
Casalini ·
Casati ·
De Pauw ·
De Rosso ·
Delocht ·
Denti ·
Farisato ·
Grazioli ·
Lelangue ·
Mealli ·
Merckx  ·
Portalupi ·
Reybrouck ·
Scandelli ·
Sercu ·
Soave ·
Spruyt ·
Swerts ·
Van Den Bossche ·
Van Schil ·
Zuccotti
Antheunis ·
Bailetti ·
Brands ·
Conti ·
De Rosso ·
Delocht ·
Desaymonet ·
Di Caterina ·
Farisato ·
Merckx ·
Mintjens ·
Opdebeeck ·
Re ·
Reybrouck ·
Scandelli ·
Scheers ·
Sercu ·
Soave ·
Spruyt ·
Stevens ·
Swerts ·
Van De Kerckhove ·
Van Den Bossche ·
Van Schil ·
Van Sweevelt ·
Vandenberghe ·
Vrijders
Baldan ·
Ballini ·
Fezzardi ·
Fusar Imperatore ·
Macchi ·
Passuello ·
Rota ·
Sercu ·
Sgarbozza ·
Soave ·
Van De Kerckhove
Baldan ·
De Lillo ·
Di Caterina ·
Fezzardi ·
Fusar Imperatore ·
Gaiardoni ·
Morotti ·
Passuello ·
Ritter ·
Rota ·
Schiavon ·
Sercu ·
Turrini ·
Urbani ·
Vianelli
Baldan ·
De Lillo ·
De Vlaeminck ·
Di Caterina ·
Dominoni ·
Fezzardi ·
Fusar Imperatore ·
Maggioni ·
Morotti ·
Passuello ·
Pecchielan ·
Ritter ·
Rota ·
Sercu ·
Stevens ·
Tumellero ·
Turrini ·
Van Lint ·
Vianelli
Bertoglio ·
Borghetti ·
Claes ·
E. De Vlaeminck ·
R. De Vlaeminck ·
Fontana ·
Lualdi ·
Passuello ·
Pecchielan ·
Rota ·
Sercu ·
Stevens ·
Turrini ·
Van Lint ·
Vianelli
Bellini ·
Bertoglio ·
Borghetti ·
De Muynck ·
E. De Vlaeminck ·
R. De Vlaeminck ·
Di Lorenzo ·
Gualazzini ·
Lualdi ·
Panizza ·
Parecchini ·
Passuello ·
Pecchielan ·
Rota ·
Sercu ·
Turrini ·
Van der Slagmolen ·
Van Lint
Bellini ·
Bonalanza ·
De Geest ·
De Muynck ·
E. De Vlaeminck ·
R. De Vlaeminck ·
Gualazzini ·
Lualdi ·
Osler ·
Panizza ·
Parecchini ·
Passuello ·
Sercu ·
Turrini ·
Van der Slagmolen
Bellini ·
Borgognoni ·
Crepaldi ·
De Geest ·
De Muynck ·
De Vlaeminck ·
De Witte ·
Gualazzini ·
Lualdi ·
Osler ·
Parecchini ·
Passuello ·
Sercu ·
Turrini ·
Van der Slagmolen · 
Zoni
Bal ·
Bouloux ·
Bruyère ·
De Beule ·
Deschoenmaecker ·
Delcroix ·
Draux ·
Huysmans ·
Janssens ·
Martin ·
Merckx ·
Mintjens ·
Molinéris ·
Rottiers ·
Sercu · 
Swerts
- Gemeinsame Normdatei: 124682342X
- International Standard Name Identifier: 0000 0003 9090 8874
- Nederlandse Thesaurus van Auteursnamen: 32700049X
- Virtual International Authority File: 284604457